# 马尿泡属
马尿泡属（学名：Przewalskia）是茄科下的一个属，为多年生草本植物。该属仅有马尿泡（Przewalskia tangutica）一种，特产中国甘肃、青海、四川和西藏。